# Protosphaeroniscus tertiarius
Protosphaeroniscus tertiarius är en kräftdjursart som beskrevs av Helmut Schmalfuss1980. Protosphaeroniscus tertiarius ingår i släktet Protosphaeroniscus och familjen Scleropactidae. Inga underarter finns listade i Catalogue of Life.